# Tupolew

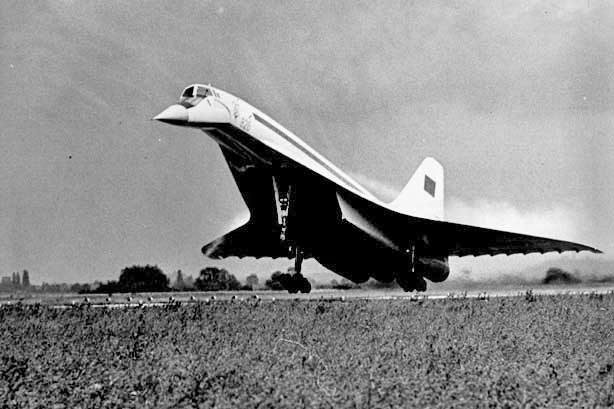
Tupolew Tu-144

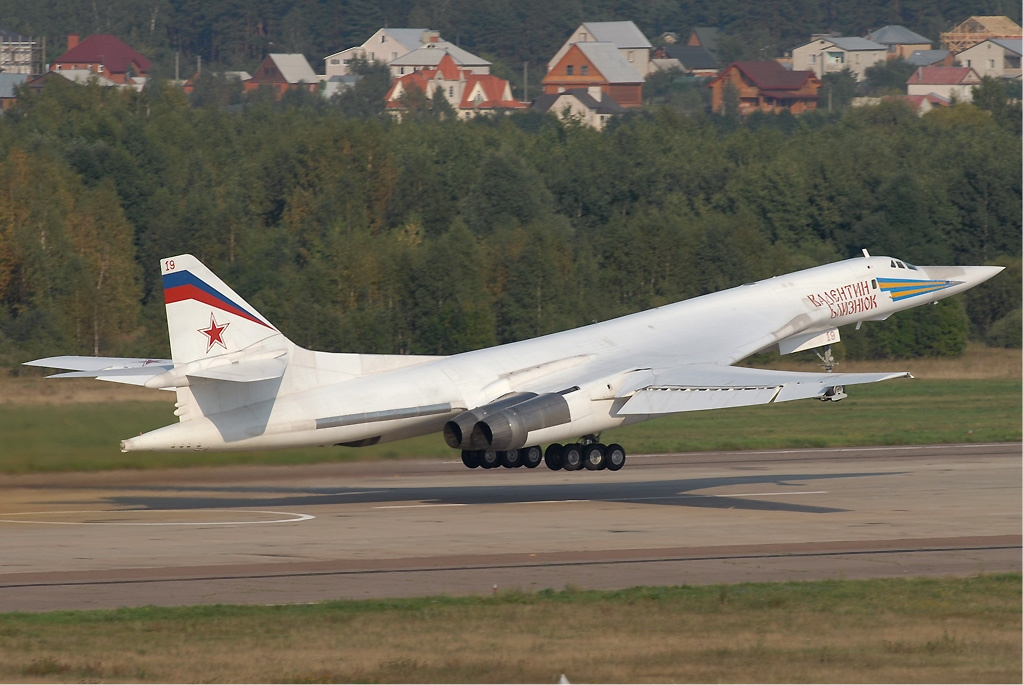
Tupolew Tu-160

Emblem „Ту“ (Tu)

Altes Logo (bis 2006)

Das russische Unternehmen Tupolew (russisch Открытое акционерное общество „Туполев“ Otkrytoje akzionernoje obschtschestwo „Tupolew“, englisch: Public Joint Stock Company „Tupolev“; früher OKB Tupolew) mit Sitz in Moskau ist einer der ältesten und war einst einer der wichtigsten Flugzeughersteller der Welt. Seit Ende 2006 gehört Tupolew zum damals neu gegründeten russischen Luftfahrtkonsortium OAK.

## Geschichte
Andrei Nikolajewitsch Tupolew, der zusammen mit Nikolai Jegorowitsch Schukowski das ZAGI gegründet hatte, stand auch dem sowjetischen staatlichen Ausschuss zur Untersuchung der Verwendung von Metall im Flugzeugbau vor. Am 22. Oktober 1922 richtete er sein eigenes Konstruktionsbüro ein, das OKB Tupolew, dessen Leitung er 1966 seinem Sohn Alexei Andrejewitsch Tupolew übertrug.
Insgesamt entstanden bisher über 300 Flugzeugprojekte, aus denen etwa 90 Prototypen hervorgingen. Mehr als 40 Flugzeugtypen erreichten die Serienproduktion. 18.000 zivile und militärische Tupolew-Flugzeuge wurden produziert, jedoch gelangten nur wenige Hundert davon in den Export. Eine technologische Ausnahmestellung nahm das Überschallverkehrsflugzeug Tu-144 ein.
Im Jahr 2000 wurde OKB in eine Aktiengesellschaft umgewandelt, die neben den Anlagen in Moskau über eine Produktionsstätte in Uljanowsk verfügt, 2006 unter dem Dach der OAK faktisch wieder verstaatlicht.
In Produktion, meist in Kasan, befindet sich zurzeit das Mittelstrecken-Verkehrsflugzeug Tu-204/Tu-214. In Entwicklung befinden sich das Transportflugzeug Tu-330 und das Regionalverkehrsflugzeug Tu-324/Tu-414. Ältere Modelle wie die Tu-134 und Tu-154 wurden bis zu deren Ausmusterung oft im Heimwerk umgerüstet oder mit neuen Triebwerken versehen.
Neben den zivilen Baureihen wird der militärische Langstrecken-Überschallbomber Tupolew Tu-160 unterhalten, von dem eine neue Version laut Absichten im Jahr 2015 ab dem Jahr 2023 eine Stückzahl von 50 Stück den Luftstreitkräften der Russischen Föderation übergeben werden sollten. Für die älteren Modelle wie den Schwenkflügelbomber Tu-22M oder den Turboprop-Langstreckenbomber Tu-95/Tu-142 werden Umrüstungen und Reparaturen vorgenommen; die Produktion wurde jedoch eingestellt.

## Militärische und zivile Flugzeugtypen
Die Flugzeuge ANT-1 bis ANT-6 sind nicht zu verwechseln mit sechs ebenfalls vom OKB Tupolew in den Jahren 1922 bis 1924 gebauten Propellerschlitten gleichen Namens, mit denen Versuche für den Übergang von der Holz- zur Ganzmetallbauweise in der sowjetischen Luftfahrt durchgeführt wurden.
Die Tupolew A-3 ist ein Amphibienfahrzeug.
Die Tupolew M-141 ist eine Drohne zur Fernaufklärung.